# Спрингфилд (Огайо)
Спрингфилд (англ. Springfield) — город в штате Огайо, США. Административный центр округа Кларк.

## География
Согласно переписи населения Соединенных Штатов, город общей площадью 58,3 км², из которых 58,2 км² занимает земля и 0,1 км² (0,18 %) — вода.